# Damião de Góis

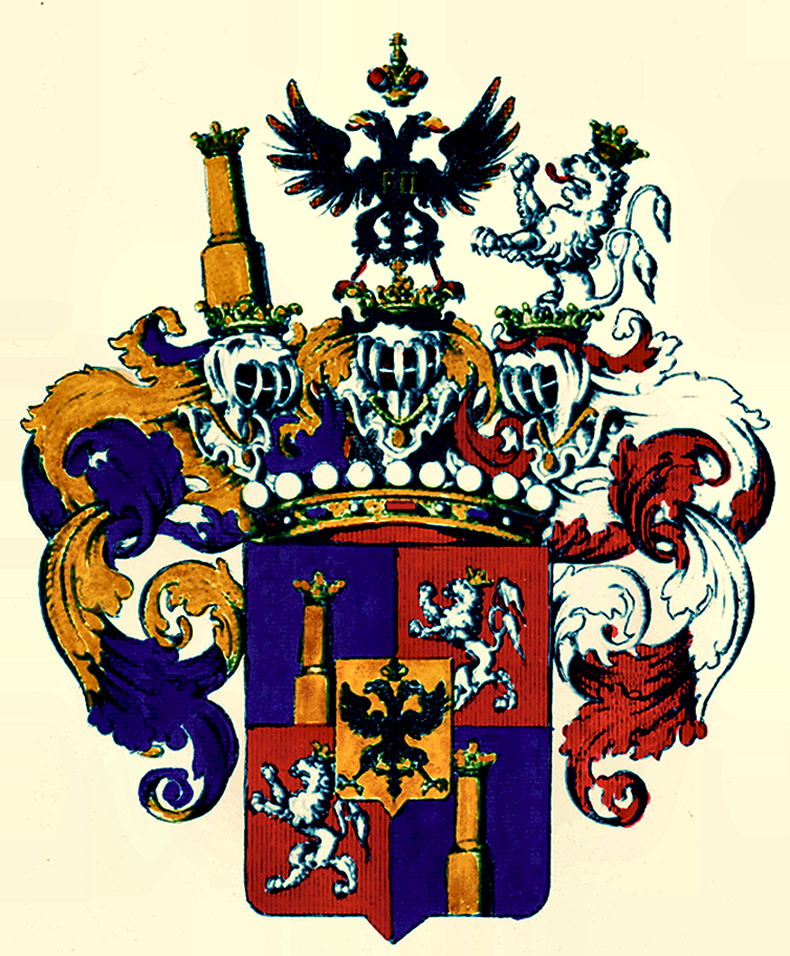
Stemma dei conti Goëss 1693

Damião de Goes o de Góis (Alenquer, 1502 – 1574) è stato uno storico e diplomatico portoghese.

## Biografia
Nacque ad Alenquer in una famiglia della piccola nobiltà, dal padre Rui Dias e dalla madre Isabel Gomes de Limi. Suo fratello era il condottiero Pero de Góis. Da bambino entrò nella corte del re Manuele I del Portogallo e nel 1523 fu inviato ad Anversa dal re Giovanni III del Portogallo che gli affidò alcune missioni diplomatiche. 
Durante la sua carriera diplomatica incontrò personaggi come Martin Lutero, Erasmo da Rotterdam, Melantone e Albrecht Dürer, che lo ritrasse. Góis studiò a Lovanio, dove si immatricolò nel 1531, e a Padova, dove studiò dal 1534 al 1538. A ricordo della sua permanenza all'Università di Padova è presente il suo ritratto nella Sala dei Quaranta a Palazzo del Bo. 
Dopo essere rientrato a Lisbona nel 1545, fu nominato archivista di Stato nel 1548 e scrisse le sue due opere storiche maggiori, Crónica do Felicíssimo Rei Dom Manuel e Crónica do Principe Dom João. Fu anche autore di alcune composizioni musicali e raccolse una collezione privata di dipinti.
Fu accusato di essere seguace di Martin Lutero e discepolo di Erasmo da Rotterdam e fu processato per eresia tra il 1571 e 1572 dal tribunale dell'Inquisizione. Fu segregato nel monastero di Batalha dal 1572 al 1574, anno della sua morte.

## Opere
- Legatio Magni Indorum Imperatoris Presbyteri Ioannis ... (Antwerp 1532; new ed. in: Elizabeth B. Blackburn, “The Legacy of ‘Prester John’”, Moreana 4, 1967, 37–98)
- Ecclesiastes de Salamam, com algũas annotações neçessarias (Venezia, 1538; new ed. by T. F. Earle, O Livro de Ecclesiastes, Lisboa, 2002)
- Livro de Marco Tullio Ciçeram chamado Catam maior, ou da velhiçe, dedicado a Tito Pomponio Attico (Venezia, 1538)
- Fides, religio, moresque Aethiopum ... (Lovanii 1540; Parisiis ²1541; German tr. Wiesbaden 1999)
- Deploratio Lappianae gentis (Lovanii 1540)
- Urbis Olisiponis descriptio (Évora, 1554; Frankfurt, 1603; Coimbra, 1791; Eng. tr. New York, 1996)
- Crónica do Felicíssimo Rei D. Manuel (Lisboa 1566–67; ²1619; Coimbra 1926)
- Crónica do Principe D. João (Lisboa, 1567; new ed. by Graça Almeida Rodrigues, Lisboa, 1977)
- As cartas Latinas de Damião de Góis, ed. by Amadeu Torres, in Noese e crise na epistolografia Latina goisiana (Paris, 1982)